# Aaron Mauger
Aaron Joseph Douglas Mauger (* 29. November 1980 in Christchurch, Neuseeland) ist ein ehemaliger neuseeländischer Rugby-Union-Spieler auf der Position des Innendreiviertels. Er ist der jüngere Bruder des ehemaligen neuseeländischen Rugby-Union-Spielers Nathan Mauger. Ihre Onkel Graeme und Stephen Bachop waren in den späten 1980er Jahren bis Mitte der 1990er ebenfalls neuseeländische Rugby-Union-Nationalspieler. Außerdem gewann ein weiterer Onkel namens Ivan Mauger sechs Mal die Speedway-Weltmeisterschaft.

## Biografie
Mauger begann seine Profikarriere in seiner Heimat Neuseeland 1999 bei Canterbury in der National Provincial Championship (seit 2006 Air New Zealand Cup). Ein Jahr später debütierte er im Super Rugby für die Crusaders. In dieser Zeit gewann Canterbury 2001 und 2004 die neuseeländische Provinzmeisterschaft und verteidigte den Ranfurly Shield vom 23. September 2000 bis zum 11. Oktober 2003 23-mal sowie vom 5. September 2004 bis zum 24. September 2006 14-mal. Mit den Crusaders holte er außerdem viermal den Super-Rugby-Titel (2000, 2002, 2005, 2006). Im Jahr 2002 hatten die Crusaders eine perfekte Saison; sie blieben in allen Vorrundenspielen, im Halbfinale und im Finale ungeschlagen. 2003 und 2004 wurden sie erst im Endspiel bezwungen. Bis 2003 bzw. 2004 spielte sein Bruder Nathan ebenfalls bei Canterbury und den Crusaders. Dieser schaffte jedoch bei letzteren, anders als Aaron, nie den Durchbruch.
Mauger war Kapitän der neuseeländischen U-21-Nationalmannschaft und führte diese 2000 und 2001 zweimal zu Titelgewinnen bei den Rugby-Junioren-Weltmeisterschaften.
Im Jahr 2001 debütierte er außerdem für die neuseeländische Nationalmannschaft, den All Blacks, bei den alljährlichen Novemberländerspielen. Sein Bruder wurde ebenfalls in den Kader berufen, absolvierte jedoch kein einziges offizielles Länderspiel. Danach war Aaron Mauger bis zu seinem Weggang aus Neuseeland 2007 durchgehend in der Nationalmannschaft und erkämpfte sich schnell einen Stammplatz. Mit den All Blacks gewann er fünfmal die alljährlichen Tri Nations (2002, 2003, 2005, 2006, 2007) sowie 2003 den Bledisloe Cup, den sie 1998 verloren haben, von Australien zurück. Diesen verteidigen die Neuseeländer bis heute ununterbrochen. Im Jahr 2005 siegte er mit der Nationalmannschaft in allen drei Spielen gegen die British and Irish Lions und holte mit ihr den zweiten Grand Slam ihrer Geschichte. Letzteres bezeichnet Siege einer Nationalmannschaft aus der südlichen Hemisphäre in der gleichen Saison gegen alle vier britischen Nationalmannschaften, den sogenannten Home Nations. Außerdem nahm er an der Rugby-WM 2003 in Australien als Stammspieler teil. Dort scheiterten die favorisierten All Blacks jedoch im Halbfinale am Gastgeber und Erzrivalen, den australischen Wallabies, mit 10:22. Bei der Rugby-WM 2007 war er ebenfalls dabei, wurde jedoch von seinem jüngeren Konkurrenten Luke McAlister auf die Ersatzbank verdrängt. Bei der völlig überraschenden 18:20 Viertelfinalniederlage gegen Gastgeber sowie Angstgegner Frankreich, die gleichzeitig das schlechteste Abschneiden der Neuseeländer aller Zeiten bei einer Rugby-WM bedeutete, war er nicht einmal auf der Bank. Nach der WM unterzeichnete er einen Vertrag bei der europäischen Top-Mannschaft Leicester Tigers aus England.
Er spielte für den englischen Erstligisten in der Premiership Rugby und war dort Vizekapitän der Mannschaft. Mit diesen wurde er 2009 englischer Meister. Im gleichen Jahr scheiterten die Tigers jedoch im Finale des Rugby-Europapokals gegen die irische Mannschaft Leinster. In beiden Spielen konnte Mauger wegen einer Verletzung gegen Ende der Saison nicht auflaufen.
Im März 2010 trat er aufgrund einer Rückenverletzung vom professionellen Rugbysport zurück. Er hatte zuvor mehrere Kliniken im Vereinigten Königreich und Deutschland aufgesucht, um die Verletzung behandeln zu lassen und wieder spielen zu können, jedoch war es ihm nicht mehr möglich ohne unerträgliche Schmerzen zu trainieren. Im Juni 2010 kehrte er mit seiner Familie in die Heimat Neuseeland zurück.